# Лесовое (Барановский район)
Лесовое (укр. Лісове) — село на Украине, находится в Барановском районе Житомирской области.
Код КОАТУУ — 1820687602. Население по переписи 2001 года составляет 190 человек. Почтовый индекс — 12727. Телефонный код — 4144. Занимает площадь 1,117 км².

## Адрес местного совета
12726, Житомирская область, Барановский р-н, с.Ялышев